# Moczydło (Libiąż)
Moczydło – część miasta Libiąża (SIMC 0941062), w województwie małopolskim, w powiecie chrzanowskim. Do 1955 samodzielna wieś.
Leży w środkowo-wschodniej części miasta, na północ od ul. Krakowskiej, u jej wylotu na Żarki. Moczydło składa się z sieci ulic, których głównymi są ul. Sikorskiego i Andersa. Graniczy od wschodu z libiąską Kopalnią Janina.
Moczydło stanowiło do 1934 gminę jednostkową w powiecie chrzanowskim w województwie krakowskie, która 1 sierpnia 1934 weszła w skład nowo utworzonej zbiorowej gminy Libiąż Mały.
Podczas II wojny światowej włączone do III Rzeszy i przemianowane na Flachsbruch.
Po wojnie stanowiło jedną z czterech gromad gminy Libiąż Mały (obok Libiąża Małego, Libiąża Wielkiego i Żarek).
W związku z reformą znoszącą gminy jesienią 1954 roku, Moczydło weszło w skład gromady Libiąż Mały, wraz z Libiążem Małym i Libiążem Wielkim.
Gromadę Libiąż Mały zniesiono 1 stycznia 1956 w związku z nadaniem jej statusu osiedla, przez co Moczydło stało się integralną częścią Libiąża Małego. W związku z nadaniem osiedlu Libiąż Mały 1 stycznia 1969 praw miejskich Moczydło stało się integralną częścią miasta Libiąż.